# Šobar (medved)
Šóbar ali termítski mêdved (znanstveno ime Melursus ursinus) se od ostalih vrst medvedov razlikuje v dolgi in sršati dlaki ter mesnatih in gibčnih ustnic, od katerih je spodnja podaljšana. Po videzu spominja na opico.
Najdemo ga na Šrilanki in na jugu Indije.

## Opis
Živi v gozdovih in nižinskih savanah poraslih z drevesi. Prehranjuje se tako z rastlinami kot živalsko hrano. Poleti išče čebelje panje, ki jih razkoplje in poje med, ličinke ter včasih tudi čebele. Napada tudi bivališča termitov, ki jih z usti izsesa.
Njegova zanimivost so dolgi kosmati uhlji.